# 明伦镇
明伦镇，是中华人民共和国广西壮族自治区河池市环江毛南族自治县下辖的一个乡镇级行政单位。

## 行政区划
明伦镇下辖以下地区：
明伦社区、雅京村、龙水村、相尧村、豹山村、才帛村、翠山村、百祥村、吉祥村、干城村、北宋村、英豪村、八面村、合狂村、豪洞村和柳平村。